# Arquettes-en-Val
Arquettes-en-Val är en kommun i departementet Aude i regionen Occitanien  i södra Frankrike. Kommunen ligger  i kantonen Lagrasse som ligger i arrondissementet Carcassonne. År 2022 hade Arquettes-en-Val 79 invånare.

## Befolkningsutveckling
Antalet invånare i kommunen Arquettes-en-Val
Referens: INSEE